# Vágterbete
Vágterbete (1899-ig Trebete, szlovákul Trebatice) község Szlovákiában, a Nagyszombati kerületben, a Pöstyéni járásban.

## Fekvése
Pöstyéntől 5 km-re nyugatra fekszik.

## Története
A régészeti leletek tanúsága szerint területén már a késő kőkorszakban éltek emberek. A bronzkorban a La Tène-kultúra települése, majd a 2. és 3. században germán település állt itt.
A mai falu első írásos említése a zoborhegyi apátság birtokainak 1113-ban kelt határleírásában történt "Trebeta" néven. 1298-ban "Trebata", 1773-tól "Trebaticze", "Trebete" alakban szerepel a korabeli forrásokban. A hagyomány szerint a Vágon közlekedő tutajosok alapították és nevét az első tutajos családról kapta. Beckó várának uradalmához tartozott, majd a Nyitrai egyházmegyéé volt. Egyházilag egy 1258-as feljegyzés szerint a krakoványi plébániához tartozott. Lakói főként mezőgazdasággal foglalkoztak. 1753-ban nagy káposzta termesztőként említik őket. 1828-ban 96 házában 679 lakos élt. 1831-ben, 1849-ben, 1855-ben és 1866-ban kolerajárvány sújtotta, melyeknek összesen 63 lakos esett áldozatul. 1851-ben a falu templomot épített, melyet Szent István király tiszteletére szenteltek fel. Plébániát azonban nem alapítottak, a templom Krakovány filiája lett. A 18. század második felében zsidó lakosság is települt a községbe, akik kis számú közösséget alkottak.
Vályi András szerint " TREBETE. Trebatitza. Tót falu Nyitra Várm. földes Ura a’ Nyitrai Püspökség, lakosai katolikusok, fekszik Krakovánhoz közel, mellynek filiája; földgye, réttye jó, Dudvág vize néha megönti földgyét; piatza Verbón, és Újhelyben."
Fényes Elek szerint " Trebete, tót falu, Nyitra vmegyében, Krakován fil., 691 kath., 9 zsidó lak. F. u. a nyitrai püspök. Ut. p. Galgócz."
Nyitra vármegye monográfiája szerint "Trebete, tót község Sztrázsa mellett, ettől délre, 835 r. kath. lakossal. Postája és távirója Verbó, vasúti állomása Pöstyén. Kath. temploma 1852-ben épült. E község már 1258-ban ismeretes volt. Vincze nyitrai püspök Péter zobori apáthoz intézett egyik levelében már említést tesz róla. Kegyura a nyitrai püspök. A lakosok a községben szegények házát tartanak fenn."
A trianoni békeszerződésig Nyitra vármegye Vágújhelyi járásához tartozott.

## Népessége
| Év:            | 1994. | 2004.   | 2014.    | 2024.   |
| -------------- | ----- | ------- | -------- | ------- |
| Emberek száma: | 1218  | 1237    | 1369     | 1352    |
| Eltérés:       |       | +1,55 % | +10,67 % | -1,24 % |

| Év:            | 2023. | 2024.   |
| -------------- | ----- | ------- |
| Emberek száma: | 1338  | 1352    |
| Eltérés:       |       | +1,04 % |

1910-ben 1074 lakosából 1039 szlovák és 25 magyar anyanyelvű volt.
2001-ben 1234 lakosából 1226 szlovák volt.
2011-ben 1260 lakosából 1196 szlovák volt.

## Nevezetességei
- Szent István király tiszteletére szentelt római katolikus temploma 1851-ben épült klasszicista stílusban.
- A Mária-oszlop 1855-ben készült.
- A temetőben áll a Szent István király kápolna, mely 1756-ban épült barokk-klasszicista stílusban.

## Külső hivatkozások
- Hivatalos oldal
- E-obce.sk Archiválva 2008. szeptember 14-i dátummal a Wayback Machine-ben
- Községinfó[halott link]
- Vágterbete Szlovákia térképén